# ACASA TV
ACASA TV  es un canal de televisión rumano de la empresa Central European Media. Se trata de una estación de entretenimiento cuyo contenido está mayormente ocupado por telenovelas. Tiene la versión moldoveana del canal, Acasă în Moldova.

## Telenovelas
| Título original                    | País original           | Año de producción | Título en Rumania                  |
| ---------------------------------- | ----------------------- | ----------------- | ---------------------------------- |
| Antonella                          | Argentina               | 1992              | Antonella                          |
| Marielena                          | EE. UU.                 | 1992              | Marielena                          |
| Nada personal                      | México                  | 1996-1997         | Nimic Personal                     |
| Hombre de mar                      | Argentina               | 1997              | Omul Mării                         |
| Celeste siempre celeste            | Argentina               | 1993              | Celeste se Întoarce                |
| María de nadie                     | Argentina               | 1985              | Maria                              |
| La extraña dama                    | Argentina               | 1989              | Misterioasa Doamnă                 |
| Soy Gina                           | Argentina               | 1992              | Gina                               |
| Guadalupe                          | EE. UU.                 | 1993-1994         | Guadalupe                          |
| De corazón                         | Argentina               | 1997-1998         | Din Toată Inima                    |
| Marimar                            | México                  | 1994              | Marimar                            |
| María la del barrio                | México                  | 1995-1996         | Sărmana Maria                      |
| Lazos de amor                      | México                  | 1995-1996         | Lanţurile Iubirii                  |
| Sangue do Meu Sangue               | Brasil                  | 1995-1996         | Sânge din Sângele Meu              |
| Flor de oro                        | Colombia                | 1995-1996         | Floare de Aur                      |
| Mujercitas                         | Venezuela               | 1996              | Micuţele Doamne                    |
| Amor sagrado                       | Argentina               | 1996              | Iubire Sfântă                      |
| El último verano                   | Argentina               | 1996              | Ultima Vară                        |
| Te sigo amando                     | México                  | 1996-1997         | Dragostea nu Moare                 |
| Luz Clarita                        | México                  | 1996-1997         | Luz Clarita                        |
| 90 60 90 modelos                   | Argentina               | 1996-1997         | 90 60 90 Fotomodele                |
| O Rey Do Gado                      | Brasil                  | 1996-1997         | Războiul Pasiunilor                |
| Alguna vez tendremos alas          | México                  | 1997              | Uneori Avem Aripi                  |
| Milady, la historia continúa       | Argentina               | 1997-1998         | Milady                             |
| María Isabel                       | México                  | 1997-1998         | Maria Isabel                       |
| Por amor                           | Brasil                  | 1997-1998         | Iubire fără limite                 |
| Muñeca brava                       | Argentina               | 1998-1999         | Înger Sălbatic                     |
| La mentira                         | México                  | 1998              | Minciuna                           |
| Preciosa                           | México                  | 1998              | Preciosa                           |
| Ángela                             | México                  | 1998-1999         | Angela                             |
| La mujer de mi vida                | EE. UU.-Venezuela       | 1998-1999         | Femeia vieţii mele                 |
| Travesuras del corazón             | Perú                    | 1998              | Miracolul iubirii                  |
| Perro amor                         | Colombia                | 1998-1999         | Amor de căţel                      |
| Rosalinda                          | México                  | 1999              | Rosalinda                          |
| Amor gitano                        | México                  | 1999              | Renzo şi Adriana                   |
| Por tu amor                        | México                  | 1999              | Pentru iubirea ta                  |
| Tres mujeres                       | México                  | 1999-2000         | Trei femei                         |
| El niño que vino del mar           | México                  | 1999              | Copilul adus de mare               |
| Cuento de Navidad                  | México                  | 1999-2000         | Poveste de Crăciun                 |
| Yo soy Betty, la fea               | Colombia                | 1999-2001         | Betty cea urâtă                    |
| Luisa Fernanda                     | Venezuela               | 1999              | Luisa Fernanda                     |
| Mujeres engañadas                  | México                  | 1999-2000         | Femei Înşelate                     |
| Terra Nostra                       | Brasil                  | 1999-2000         | Terra Nostra                       |
| Ramona                             | México                  | 2000              | Ramona                             |
| Locura de amor                     | México                  | 2000              | Dragoste Nebună                    |
| Carita de ángel                    | México                  | 2000-2001         | Îngeraşul                          |
| Amantes de luna llena              | Venezuela               | 2000-2001         | Seducţie                           |
| Amor latino                        | Argentina               | 2000              | Amor Latino                        |
| Pobre diabla                       | Perú                    | 2000-2001         | Fiorella                           |
| Primer amor... a mil por hora      | México                  | 2000-2001         | Prima Dragoste                     |
| Mariú                              | Venezuela               | 1999-2000         | Mariú                              |
| Rayito de Luz                      | México                  | 2000-2001         | Rază de lumină                     |
| A Muralha                          | Brasil                  | 2000              | Cucerirea                          |
| Laços de Família                   | Brasil                  | 2000-2001         | Legături de familie                |
| El derecho de nacer                | México                  | 2001              | Dreptul la Viaţă                   |
| Salomé                             | México                  | 2001-2002         | Salomé                             |
| La intrusa                         | México                  | 2001              | Intrusa                            |
| Cuando seas mía                    | México                  | 2001-2002         | Vei fi a mea Paloma                |
| Ecomoda                            | Colombia                | 2001              | Ecomoda                            |
| El manantial                       | México                  | 2001-2002         | Taina din adâncuri                 |
| María Belén                        | México                  | 2001              | María Belén                        |
| Sin pecado concebido               | México                  | 2001              | Iubire fără de păcat               |
| Secreto de amor                    | EE. UU.-Venezuela       | 2001-2002         | Secretul Iubirii                   |
| O Clone                            | Brasil                  | 2001-2002         | Clona                              |
| Solterita y a la orden             | Colombia                | 2001              | Singură şi disponibilă             |
| Kachorra                           | Argentina               | 2002              | Kachorra, micuţa impostoare        |
| Franco Buenaventura, el profe      | Argentina               | 2002              | Profu`                             |
| Entre el amor y el odio            | México                  | 2002              | Între iubire şi ură                |
| Corazón salvaje                    | México                  | 1993-1994         | Inimă Sălbatică                    |
| ¡Vivan los niños!                  | México                  | 2002-2003         | Îngeraşii                          |
| Las vías del amor                  | México                  | 2002-2003         | Perla, cărările iubirii            |
| Gata salvaje                       | EE. UU.-Venezuela       | 2002-2003         | Pisica Sălbatică                   |
| Juana, la virgen                   | Venezuela               | 2002              | Juana                              |
| La otra                            | México                  | 2002              | Cealaltă femeie                    |
| La venganza                        | Colombia-EE. UU.        | 2002-2003         | Răzbunarea                         |
| Mi pequeña mamá                    | Colombia-EE. UU.        | 2002              | Micuţa mea mamă                    |
| Todo sobre Camila                  | Perú-Venezuela          | 2003              | Totul despre Camila                |
| Mi gorda bella                     | Venezuela               | 2002-2003         | Valentina, grăsuţa mea frumoasă    |
| La duda                            | México                  | 2002              | Îndoiala                           |
| Luz María                          | Perú                    | 1998-1999         | Luz María                          |
| Amor real                          | México                  | 2003              | Amor real                          |
| Ladrón de corazones                | EE. UU.-México          | 2003              | Hoţul de inimi                     |
| Niña... amada mía                  | México                  | 2003              | Amazoana                           |
| Amor descarado                     | EE. UU.                 | 2003-2004         | Iubire cu două feţe                |
| Mariana de la noche                | México                  | 2003-2004         | Îngerul nopţii                     |
| Pasión de gavilanes                | Colombia-EE. UU.        | 2003              | Jurământul                         |
| A Casa Das Sete Mulheres           | Brasil                  | 2003              | Şapte femei                        |
| Olá Pai                            | Portugalia              | 2003-2004         | Ola tati                           |
| Bajo la misma piel                 | México                  | 2003-2004         | Suflete pereche                    |
| Amar otra vez                      | México                  | 2004              | Să iubeşti din nou                 |
| Mujeres apaixonadas                | Brasil                  | 2003              | Femei îndrăgostite                 |
| Morangos com Açúcar                | Portugalia              | 2003              | Căpşune cu zahăr                   |
| Ángel rebelde                      | EE. UU.-Venezuela       | 2003-2004         | Înger rebel                        |
| Luciana y Nicolás                  | Perú                    | 2003-2004         | Luciana şi Nicolas                 |
| Chocolate con pimienta             | Brasil                  | 2003-2004         | Ciocolată cu piper                 |
| Celebridade                        | Brasil                  | 2003-2004         | Celebritate                        |
| Prisionera                         | EE. UU.-Colombia        | 2004              | Prizoniera                         |
| Mujer de madera                    | México                  | 2004-2005         | Pădurea Blestemată                 |
| El deseo                           | Argentina               | 2004              | Dorinţa                            |
| Estrambótica Anastasia             | Venezuela               | 2004              | Extravaganta Anastasia             |
| Gitanas                            | México                  | 2004-2005         | Gitanas                            |
| Rubí                               | México                  | 2004              | Rubi                               |
| Amarte es mi pecado                | México                  | 2004              | Iubirea mea, păcatul               |
| Te voy a enseñar a querer          | Colombia-EE. UU.        | 2004-2005         | Te voi învăţa să iubeşti           |
| Jesús, el heredero                 | Argentina               | 2004              | Jesus                              |
| Luna, la heredera                  | Colombia                | 2004-2005         | Luna                               |
| Da Cor do Pecado                   | Brasil                  | 2004              | Culoarea păcatului                 |
| Anita, no te rajes                 | EE. UU.                 | 2004-2005         | Anita                              |
| Apuesta por un amor                | México                  | 2004-2005         | Pariul iubirii                     |
| Inocente de ti                     | México-EE. UU.          | 2004-2005         | Inocenţă furată                    |
| Amy, la niña de la mochila azul    | México                  | 2004              | Amy, fetiţa cu ghiozdanul albastru |
| Senhora do Destino                 | Brasil                  | 2004-2005         | Stăpâna destinului                 |
| Piel de otoño                      | México                  | 2005              | Iubire târzie                      |
| Rebelde                            | México                  | 2004-2006         | Rebelde                            |
| La madrastra                       | México                  | 2005              | Mamă vitregă                       |
| La usurpadora                      | México                  | 1998              | Uzurpatoarea                       |
| Amarte así, frijolito              | EE. UU.-Argentina       | 2005              | Micuţul Frijolito                  |
| El cuerpo del deseo                | EE. UU.                 | 2005-2006         | Trupul dorit                       |
| Contra viento y marea              | México                  | 2005              | Împotriva destinului               |
| Los plateados                      | EE. UU.                 | 2005              | Bandiţii                           |
| Alborada                           | México                  | 2005-2006         | Cântec de iubire                   |
| La tormenta                        | Colombia-EE. UU.        | 2005-2006         | La tormenta                        |
| Peregrina                          | México-EE. UU.          | 2005-2006         | Peregrina                          |
| Soñar no cuesta nada               | Venezuela-EE. UU.       | 2005-2007         | Visuri fără preţ                   |
| Amor a palos                       | Venezuela               | 2005-2006         | Bărbatul visurilor mele            |
| Corazón partido                    | EE. UU.-México          | 2005-2006         | Iubire de mamă                     |
| Olvidarte jamás                    | Venezuela-EE. UU.       | 2005-2006         | Răzbunarea Victoriei               |
| Belissima                          | Brasil                  | 2005-2006         | Belíssima                          |
| Tierra de pasiones                 | EE. UU.                 | 2006              | Tărâmul pasiunii                   |
| Sos mi vida                        | Argentina               | 2006-2007         | SOS, viaţa mea!                    |
| Mundo de fieras                    | México                  | 2006-2007         | O lume a fiarelor                  |
| Heridas de amor                    | México                  | 2006              | Suflete rănite                     |
| Duelo de pasiones                  | México                  | 2006              | Duelul pasiunilor                  |
| Amores de mercado                  | Colombia-EE. UU.        | 2006-2007         | Iubiri                             |
| Montecristo                        | Argentina               | 2006              | Montecristo                        |
| La viuda de Blanco                 | EE. UU.-Colombia        | 2006-2007         | Văduva Blanco                      |
| Las dos caras de Ana               | México-EE. UU.          | 2006-2007         | Cele două feţe ale Anei            |
| Acorralada                         | Venezuela-EE. UU.       | 2007              | Destine furate                     |
| Páginas da Vida                    | Brasil                  | 2006-2007         | Pagini de viaţă                    |
| Marina                             | EE. UU.-México          | 2006-2007         | Marina                             |
| En los tacones de Eva              | Colombia                | 2006-2007         | Pe tocurile Evei                   |
| Sinhá Moça                         | Brasil                  | 2006              | Micuţa domnişoară                  |
| Cobras & Lagartos                  | Brasil                  | 2006              | Cuibul de vipere                   |
| Amazônia, de Galvez a Chico Mendes | Brasil                  | 2007              | Amazonia                           |
| El Zorro: la espada y la rosa      | Colombia-EE. UU.        | 2007              | Zorro                              |
| Destilando amor                    | México                  | 2007              | Tequila cu suflet de femeie        |
| Patito feo                         | Argentina               | 2007              | Răţuşca cea urâtă                  |
| Pasión                             | México                  | 2007-2008         | Pasiune                            |
| RBD: la familia                    | México                  | 2007              | RBD, familia                       |
| Amor sin maquillaje                | México                  | 2007              | Iubire fără machiaj                |
| Victoria                           | EE. UU.-Colombia        | 2007-2008         | Victoria                           |
| Nuevo rico, nuevo pobre            | Colombia                | 2007-2008         | Totul sau nimic                    |
| Madre Luna                         | Colombia-EE. UU.        | 2007-2008         | Luna fermecată                     |
| Pura sangre                        | Colombia                | 2007-2008         | Onoare şi nobleţe                  |
| Palabra de mujer                   | México                  | 2007-2008         | Pe cuvânt de femeie                |
| Pecados ajenos                     | EE. UU.                 | 2007-2008         | Umbrele trecutului                 |
| Tormenta en el paraíso             | México                  | 2007-2008         | Paradisul blestemat                |
| Sete Pecados                       | Brasil                  | 2007-2008         | Şapte păcate                       |
| La traición                        | Colombia-EE. UU.        | 2008              | Trădarea                           |
| Cuidado con el Ángel               | México                  | 2008-2009         | Iubire cu chip rebel               |
| Las tontas no van al cielo         | México                  | 2008              | Toantele nu merg în Rai            |
| Amanda O                           | Argentina               | 2008              | Amanda O                           |
| Fuego en la sangre                 | México                  | 2008              | Focul iubirii                      |
| Valeria                            | Venezuela-EE. UU.       | 2008-2009         | Valeria                            |
| Sin senos no hay paraíso           | Colombia-México-EE. UU. | 2008-2009         | Fără sâni nu există Paradis        |
| Doña Bárbara                       | Colombia-EE. UU.        | 2008-2009         | Doña Bárbara                       |
| En nombre del amor                 | México                  | 2008-2009         | În numele iubirii                  |
| Mañana es para siempre             | México                  | 2008-2009         | Împreună pentru totdeauna          |
| El rostro de Analía                | EE. UU.                 | 2008-2009         | Cealaltă faţă a Analiei            |
| El juramento                       | EE. UU.                 | 2008              | Legământul                         |
| Caminho das Índias                 | Brasil                  | 2009              | India                              |
| Camaleones                         | México                  | 2009-2010         | Cameleonii                         |
| Sortilegio                         | México                  | 2009              | Predestinaţi                       |
| María Mercedes                     | México                  | 1992-1993         | Maria Mercedes                     |
| Niños ricos, pobres padres         | EE. UU.-Colombia        | 2009-2010         | Săracii tineri bogaţi              |
| Mar de amor                        | México                  | 2009-2010         | O mare de pasiune                  |
| Mi pecado                          | México                  | 2009              | Fructul oprit                      |
| Esmeralda                          | México                  | 1997              | Esmeralda                          |
| Clase 406                          | México                  | 2002-2003         | Clase 406                          |
| Más sabe el diablo                 | EE. UU.                 | 2009-2010         | Demon şi înger                     |
| ¿Dónde está Elisa?                 | EE. UU.                 | 2010              | Căutând-o pe Elisa                 |
| Bella calamidades                  | Colombia                | 2010              | Suflet rătăcit                     |
| Teresa                             | México                  | 2010-2011         | Teresa                             |
| Los herederos del Monte            | Colombia-EE. UU.        | 2011              | Moştenitorii                       |
| Querida enemiga                    | México                  | 2008              | Impostoarea                        |
| Kassandra                          | Venezuela               | 1992-1993         | Kassandra                          |
| Aurora                             | EE. UU.                 | 2010-2011         | Aurora                             |
| Corazón salvaje                    | México                  | 2009-2010         | Inimă Sălbatică                    |
| Cielo rojo                         | México                  | 2011              | Sub cerul în flăcări               |
| Triunfo del amor                   | México                  | 2010-2011         | Triumful dragostei                 |
| Soy tu dueña                       | México                  | 2010              | Stăpâna                            |
| Perro amor                         | Colombia-EE. UU.        | 2010              | Jocul seducţiei                    |
| Mi corazón insiste… en Lola volcán | EE. UU.                 | 2011              | Lola                               |
| Abrázame muy fuerte                | México                  | 2000-2001         | Îmbrăţişări pătimaşe               |
| Eva Luna                           | Venezuela-EE. UU.       | 2010-2011         | Eva Luna                           |
| El fantasma de Elena               | EE. UU.                 | 2010              | Iubire blestemată                  |
| Cuando me enamoro                  | México                  | 2010-2011         | Secrete din trecut                 |
| La que no podía amar               | México                  | 2011-2012         | Suflet vândut                      |
| La fuerza del destino              | México                  | 2011              | Forţa Destinului                   |
| Relaciones peligrosas              | EE. UU.                 | 2012              | Legături Riscante                  |
| Emperatriz                         | México                  | 2011              | Emperatriz                         |
| Larin izbor                        | Croacia                 | 2011              | Lara                               |
| Un refugio para el amor            | México                  | 2012              | Refugiul                           |
| Dos hogares                        | México                  | 2011              | Dragoste la Indigo                 |
| Abismo de pasión                   | México                  | 2012              | Abisul Pasiunii                    |
| La reina del sur                   | EE. UU.                 | 2011              | Regina Sudului                     |
| Cachito de Cielo                   | México                  | 2012              | Un colţ de Rai                     |
| Amor bravío                        | México                  | 2012              | Dragoste şi Luptă                  |
| Corazón apasionado                 | EE. UU.-Venezuela       | 2011-2012         | Patimile Inimii                    |
| Rosa diamante                      | EE. UU.                 | 2012-2013         | Rosa Diamante                      |
| Porque el amor manda               | México                  | 2012 -2013        | Îţi ordon să mă iubeşti!           |
| Qué bonito amor                    | México                  | 2012 -2013        | Que bonito amor                    |
| Amores verdaderos                  | México                  | 2012 -2013        | Iubiri vinovate                    |
| Corazón indomable                  | México                  | 2013              | Maricruz                           |
| La otra cara del alma              | México                  | 2012-2013         | Suflet de gheaţă                   |
| La patrona                         | México                  | 2013              | Diamantul noptii                   |
| La tempestad                       | México                  | 2013              | Furtuna din adâncuri               |
| Mentir para vivir                  | México                  | 2013              | Viaţă de Împrumut                  |
| Santa diabla                       | EE. UU.                 | 2013-2014         | Santa Diabla                       |
| Corona de lágrimas                 | México                  | 2013              | Cununa de Lacrimi                  |
| De que te quiero, te quiero        | México                  | 2013-2014         | Pentru că te iubesc                |
| Marido en alquiler                 | EE. UU.                 | 2013-2014         | Soț de inchiriat                   |
| El color de la pasión              | México                  | 2014              | Culorile iubirii                   |
| Pasión prohibida                   | EE. UU.                 | 2013              | Pasiune Interzisă                  |
| La impostora                       | EE. UU.                 | 2014              | Complicea                          |
| Reina de corazones                 | EE. UU.                 | 2014              | Regina Inimilor                    |
| Corazón valiente                   | EE. UU.                 | 2012              | Îngeri Păzitori                    |
| Las Bravo                          | México                  | 2014              | Las Bravo                          |
| Amor à Vida                        | Brasil                  | 2013              | Dragoste de Viaţă                  |
| Sîla                               | Turkey                  | 2006              | Puterea Destinului                 |
| Los miserables                     | EE. UU.                 | 2014-2015         | Fugara                             |
| En otra piel                       | EE. UU.                 | 2014              | Suflet Rătăcit                     |
| La gata                            | México                  | 2014              | Singură pe Lume                    |
| Kuzey Güney                        | Turkey                  | 2011              | Inimă de Frate                     |
| Aci Hayat                          | Turkey                  | 2005              | Viaţă Nedreaptă                    |
| Tierra de reyes                    | EE. UU.                 | 2014              | Tărâmul Răzbunării                 |
| Flor do Caribe                     | Brasil                  | 2013              | Floarea din Caraibe                |
| Rosario                            | EE. UU.                 | 2013              | Rosario                            |
| Merhamet                           | Turkey                  | 2013              | Iertare                            |
| Corazón esmeralda                  | Venezuela               | 2014              | Vise de Smarald                    |
| Saraswatichandra                   | India                   | 2013-2014         | Sufletul Meu Pereche               |
| Bugunun Saraylisi                  | Turkey                  | 2013              | Îngeri şi Nobili                   |
| Avenida Brasil                     | Brasil                  | 2012              | Avenida Brasil                     |
| Güllerin Savaşı                    | Turkey                  | 2015-2016         | Lupta Rozelor                      |
| La sombra del pasado               | México                  | 2014-2015         | În Umbra Trecutului                |
| Hasta el fin del mundo             | México                  | 2014-2015         | Până La Capătul Lumii              |
| Tumhari Paakhi                     | India                   | 2013-2014         | În Aşteptarea Dragostei            |
| Quiero amarte                      | México                  | 2013-2014         | Intrigi În Paradis                 |
| Kiş Güneşi                         | Turkey                  | 2016              | Iarna Răzbunării                   |
| Kara Ekmek                         | Turkey                  | 2015              | Vieți Schimbate                    |
| Amor de barrio                     | México                  | 2015              |                                    |

### Actual
2017
- Elif
- Kara Sevda
- Amor de barrio
- Enamorándome de Ramón
- Rebeca
- El talismán
- Para verte mejor

2018
- Sin tu mirada
- Nora
- Demente criminal
- Amor secreto
- La ronca de oro
- Amor comprado

## Las telenovelas rumanas
| Año  | Título original    | Título adaptado (Inglés) | protagonistas                          |
| ---- | ------------------ | ------------------------ | -------------------------------------- |
| 2004 | Numai Iubirea      | Only Love                | Alexandru Papadopol & Corina Dănila    |
| 2005 | Lacrimi de Iubire  | Tears of Love            | Dan Bordeianu & Adela Popescu          |
| 2005 | Păcatele Evei      | The Sins of Eve          | Oana Zăvoranu & Alexandru Papadopol    |
| 2006 | Iubire ca în filme | A Romance Like Movie     | Adela Popescu & Dan Bordeianu          |
| 2006 | Daria, Iubirea Mea | Daria, My Love           | Adrian Ştefan & Victoria Răileanu      |
| 2007 | Inimă de Ţigan     | Gypsy Heart              | Denis Ştefan & Andreea Pătraşcu        |
| 2007 | Războiul Sexelor   | The War of the Sexes     | Alexandru Papadopol & Diana Dumitrescu |
| 2008 | Regina             | Regina                   | Diana Dumitrescu & Bogdan Albulescu    |
| 2008 | Îngeraşii          | Little Angels            | Adela Popescu & Ioan Isaiu             |
| 2008 | Doctori de Mame    | Mothers and Doctors      | Medeea Marinescu & Vlad Zamfiresu      |
| 2009 | Aniela             | Aniela                   | Adela Popescu & Mihai Petre            |
| 2010 | Iubire şi Onoare   | In the Name of Honor     | Mădălina Drăghici & Radu Vâlcan        |
| 2013 | Îngeri Pierduţi    | Lost Angels              | Diana Dumitrescu & Ioan Isaiu          |
| 2014 | O Nouă Viaţă       | A New Life               | Cristina Ciobănaşu & Vlad Gherman      |